# Blai Mallarach
Blai Mallarach Güell (Olot, 1987. augusztus 21. –) világbajnoki arany- (2022) és ezüstérmes (2009, 2019) spanyol válogatott vízilabdázó, az Olimbiakósz SZFP játékosa.